# Obergriesbach
Obergriesbach es un municipio alemán, ubicado en el distrito de Aichach-Friedberg, en la región administrativa de Suabia, en el Estado federado de Baviera. Se encuentra a unos 22 km de Augsburgo.